# Park Museumsberg
Der Park Museumsberg ist ein Park in der Stadt Flensburg, im Stadtteil Friesischer Berg. Er liegt östlich vom Alten Friedhof, dem Stadtpark sowie dem Museumsberg, zu dessen Komplex er heute gehört. Das Museumsberg-Parkgelände gehört heute zu den Gründenkmalen der Stadt. Einige Parkskulpturen gehören zu den Kulturdenkmalen des Stadtteils. Des Weiteren gilt eine Erhaltungssatzung für den Park.

## Geschichte
Seit 1797 entstand schrittweise der ein Stück weiter westlich gelegene Christiansenpark (ursprünglich Stuhrs Garten genannt). Irgendwann zum Anfang des 18. Jahrhunderts wurde zudem östlich vom Areal des späteren Friedhofs, von Andreas Christiansen senior ein weiterer Garten angelegt, der besagte Park des heutigen Museumsbergs. 1799/1800 ließ Andreas Christiansen senior die Boreasmühle beim neuen Park-Bereich errichten. Um 1816 wurde der Serpentinenweg mit seinen Stützmauern angelegt, welcher seit 1883 den Fördehang runter zur Rathausstraße führt. Unterhalb des Fördehangs befand sich im Übrigen das Palais der Christiansens, welches ebenfalls von Andreas Christiansen sen., auf dem Grundstück Holm Nr. 12 errichtet worden war. Der Museumsberg-Park dürfte somit spätestens um 1816 entstanden sein. Um 1820 wurde die Spiegelgrotte gebaut.
Um 1900 wurde der Park, zu dieser Zeit Funkescher Garten genannt, von der Stadt für den geplanten Museumsneubau übernommen. Die Parkgestaltung veränderte sich durch den Bau des Hans-Christiansen-Hauses (1894–1896), des Heinrich-Sauermann-Hauses (1900–1903) sowie der benachbarten Villa Sauermann am Rande des Parks erheblich. Auf der Westseite des Heinrich-Sauermann-Hauses wurden Rasenflächen mit ovalen Zierbeeten und verschlungenen Wegen angelegt. Auch die heute im Park zu sehenden Skulpturen und Objekte dürften erst nach dem Bau der Gebäude aufgestellt worden sein. In den 1930er erfolgte eine grundlegende Neugestaltung des Areals, die in ihren Grundzügen bis heute erhalten blieb. Der Park wurde in drei Rasenflächen aufgeteilt. Die vor dem Museum liegende Rasenfläche wurde mit einer Mauer eingefriedet.
1933 erhielten die sogenannten Deutschen Christen bei manipulierten Kirchenwahlen die Mehrheit in allen wichtigen kirchlichen Gremien. Die Nazi-treuen „Deutschen Christen“ in Flensburg setzten am 19. November 1933, dem 450. Geburtstag von Martin Luther, mit einem Festakt den neuen Propst Hasselmann ein. Im Beisein der örtlichen Repräsentanten der NSDAP, der nationalen Kampfverbände und des Landesbischofs Paulsen wurde beim Lutherhaus eine Luthereiche gepflanzt. Zugleich wurde die Gleichschaltung der Kirche als „zweite deutsche Reformation“ hochstilisiert. Im selben Jahr wurde der heutige Bereich des Museumsbergs nach Martin Luther benannt, so dass das städtische Museum über viele Jahre die Adresse Lutherplatz 1 hatte. 1996 plante die Stadt den Lutherplatz umzubenennen. Viele Bürger widersprachen und kritisierten das Vorhaben. Trotzdem wurde der Lutherplatz 1997 in Museumsberg umbenannt. Im Gegenzug erhielt die Grünanlage am Friesischen Berg den Namen Lutherpark.
1967 wurde unterhalb der Serpentine der Maskenbrunnen am Fritz-Wempner-Platz geschaffen, der mit seiner Lage unterhalb des Fördehangs offensichtlich nicht mehr wirklich zum Parkbestand gehört. Der Park wurde in jüngerer Zeit aus geschichtlichen, wissenschaftlichen, künstlerischen und städtebaulichen Gründen als ein Gründenkmal unter Denkmalschutz gestellt.

## Weitere Ausstattung
Im Park sind mehrere Objekte des Museumsbestandes aufgestellt, beispielsweise:
- Der Mürwiker Löwe, eine 1,50 hohe Löwenstatue, die sich zuvor im Park in Mürwik befand. Das Wappen im Schild zeigt einen Lindenbaum.[18]
- Die Bronzeskulptur Gerettet (vom Fischer) wurde 1887 Adolf Brütt geschaffen. Seit 1928 befand sich die Skulptur als Leihgabe in Flensburg. Nachdem letztlich das Original zurück nach Berlin (zur Nationalgalerie auf der Berliner Museumsinsel) gegeben wurde, wurde 2010 eine Skulpturenkopie im Museumsberg-Park aufgestellt.[19][20]
- Götterstatuen von Theodorus Schlichting, die ursprünglich als Balustradenstatuen am Palais Dernath in Schleswig angebracht waren. Das Palais brannte 1868 ab, so dass die Statuen in der Zeit danach nach Flensburg kamen.[21]

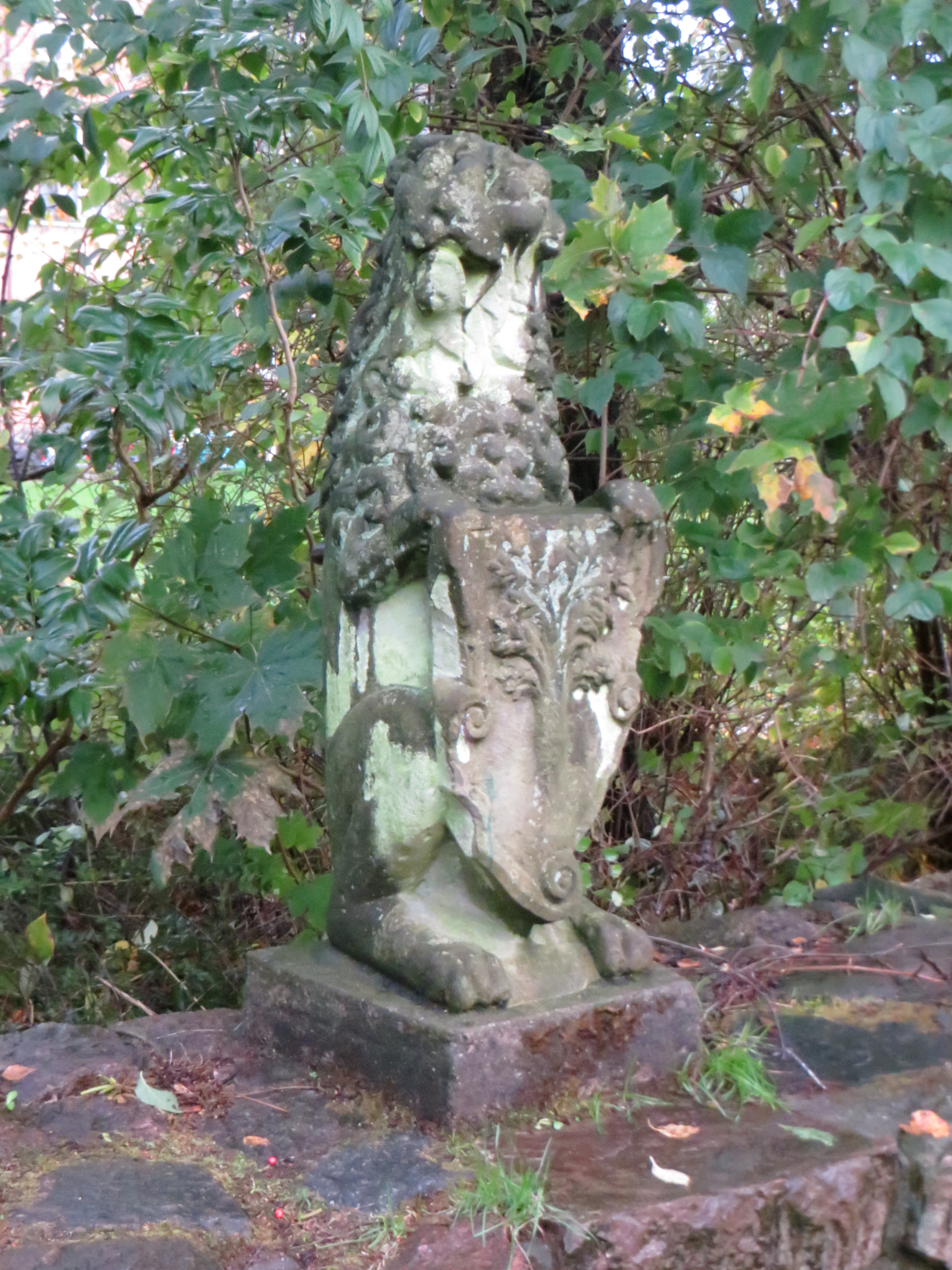
Der kleine Löwe ist ein Kulturdenkmal des Stadtteils. Er stammt aus dem Mürwiker Park mit seinem Museum.
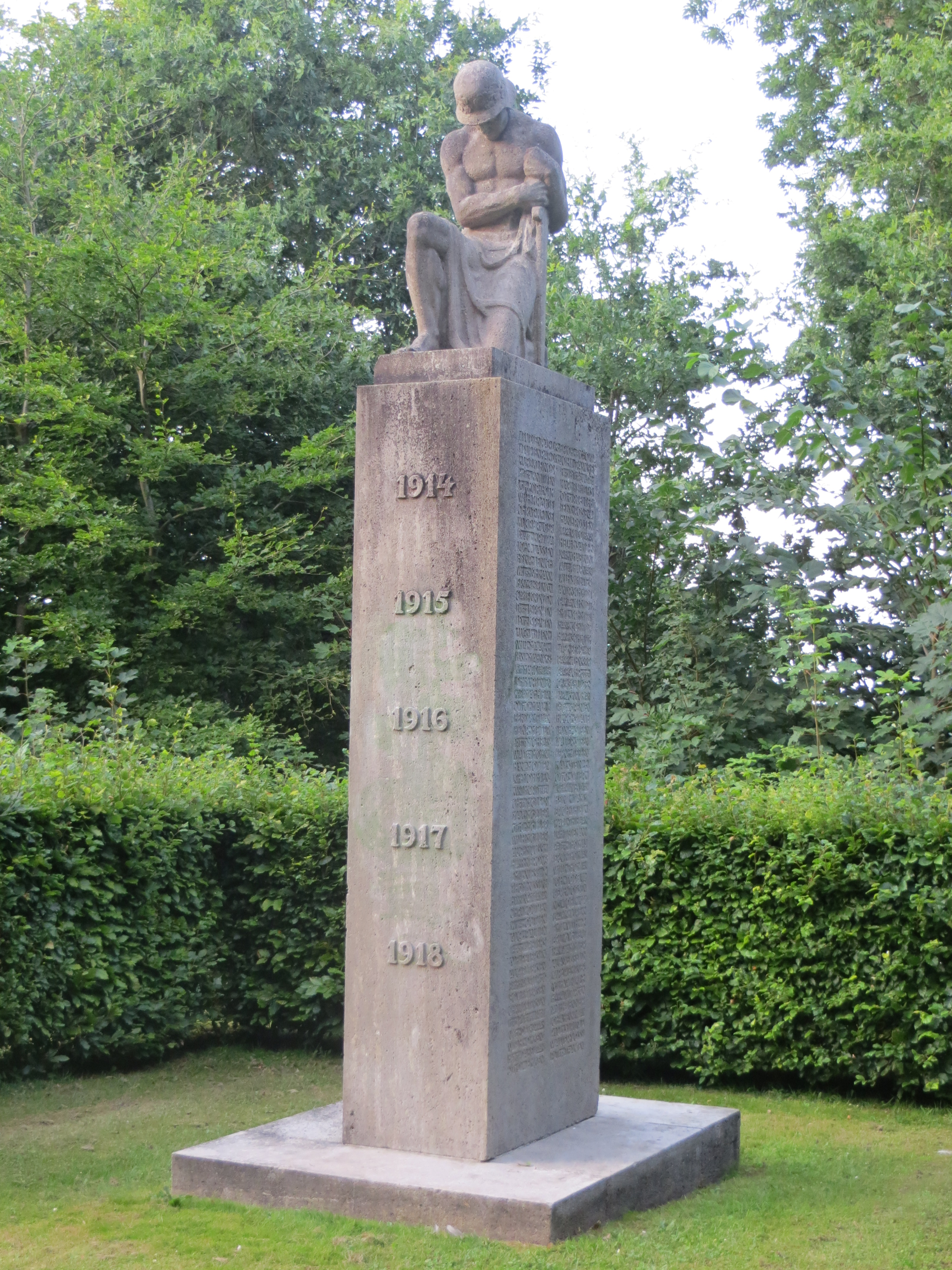
Denkmal für die gefallenen Lehrer und Schüler im Ersten Weltkrieg der Oberrealschule zum Gedächtnis
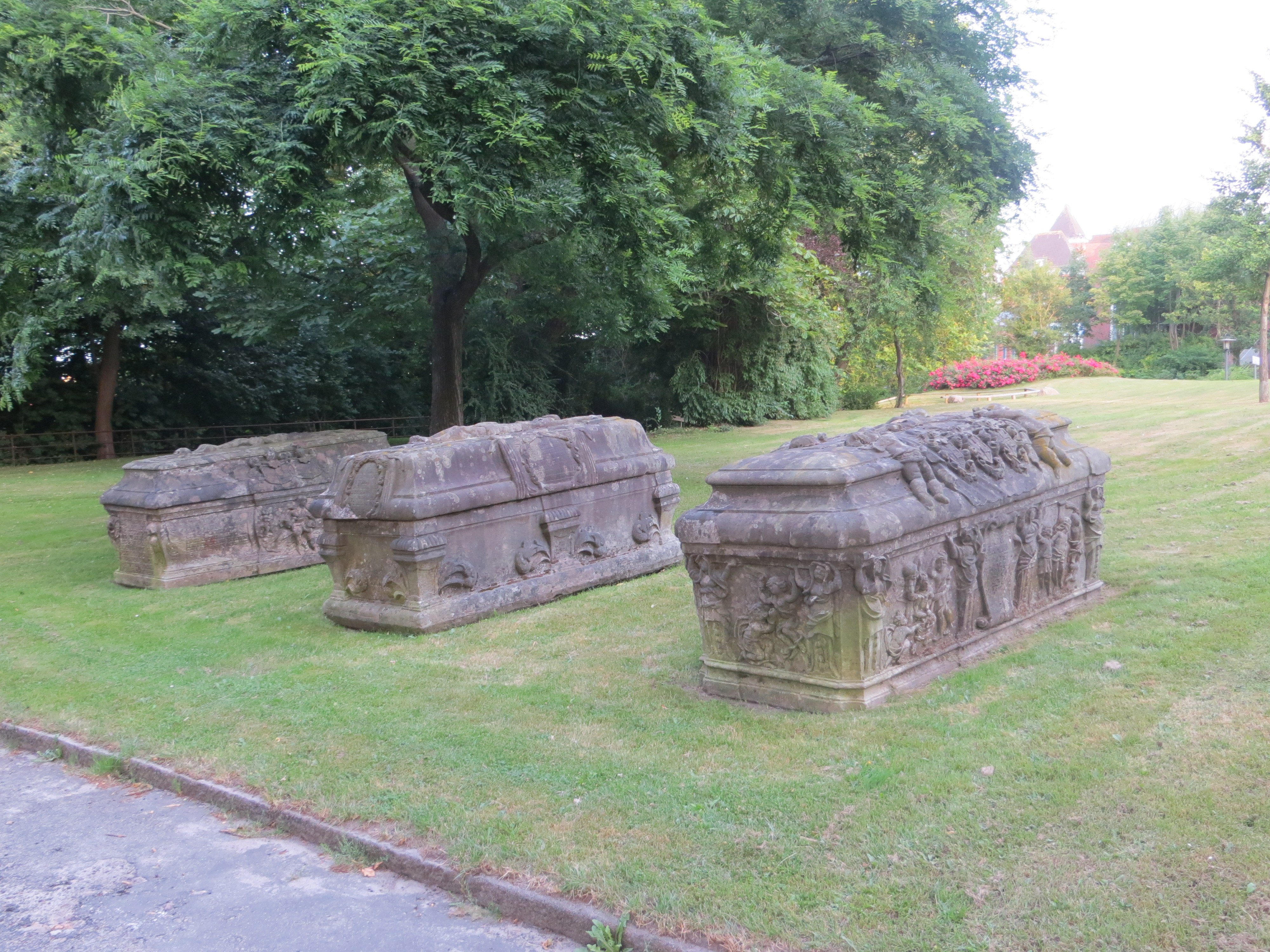
Drei barocke Steinsärge
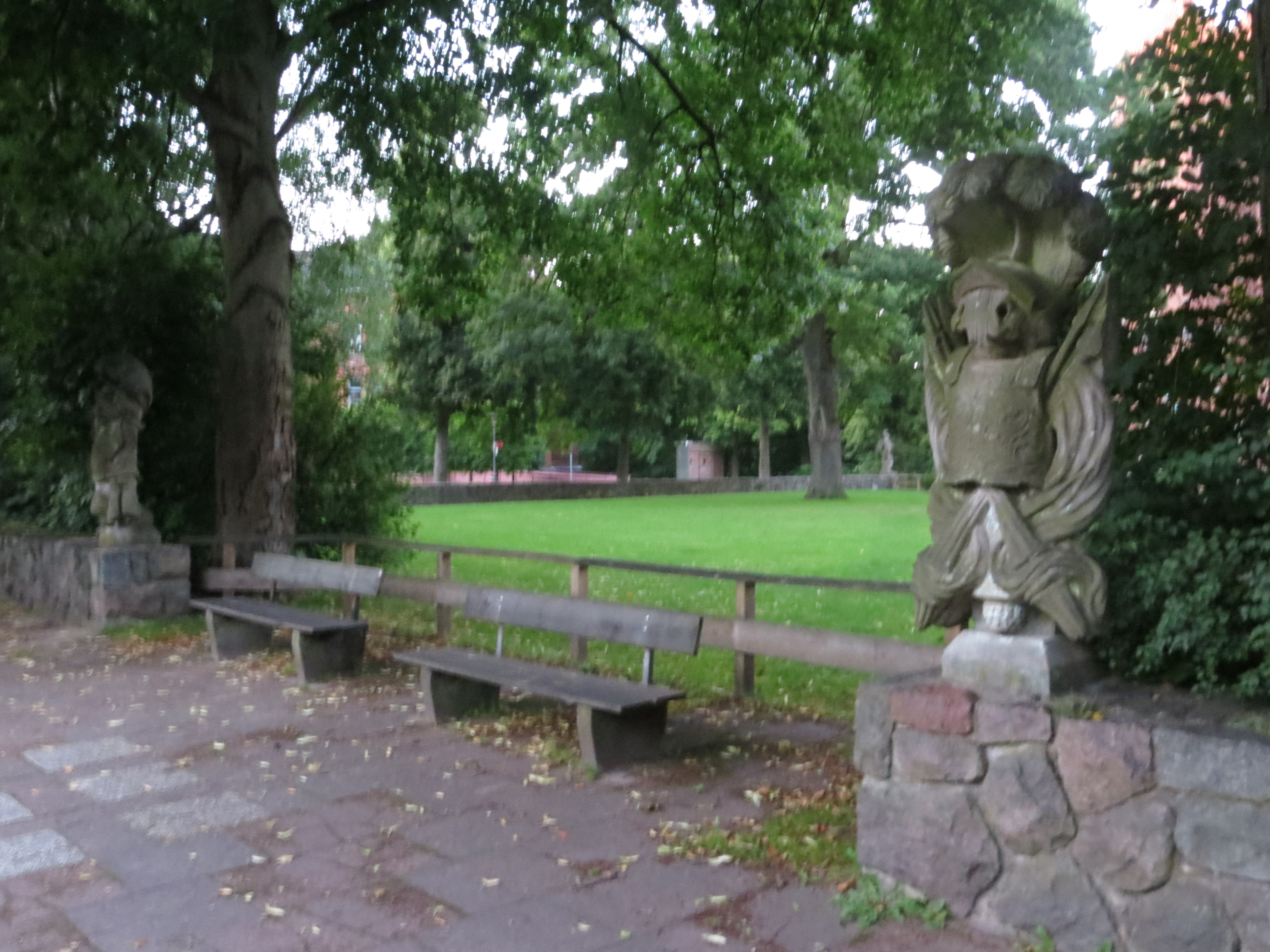
Zwei Sandsteintrophähen
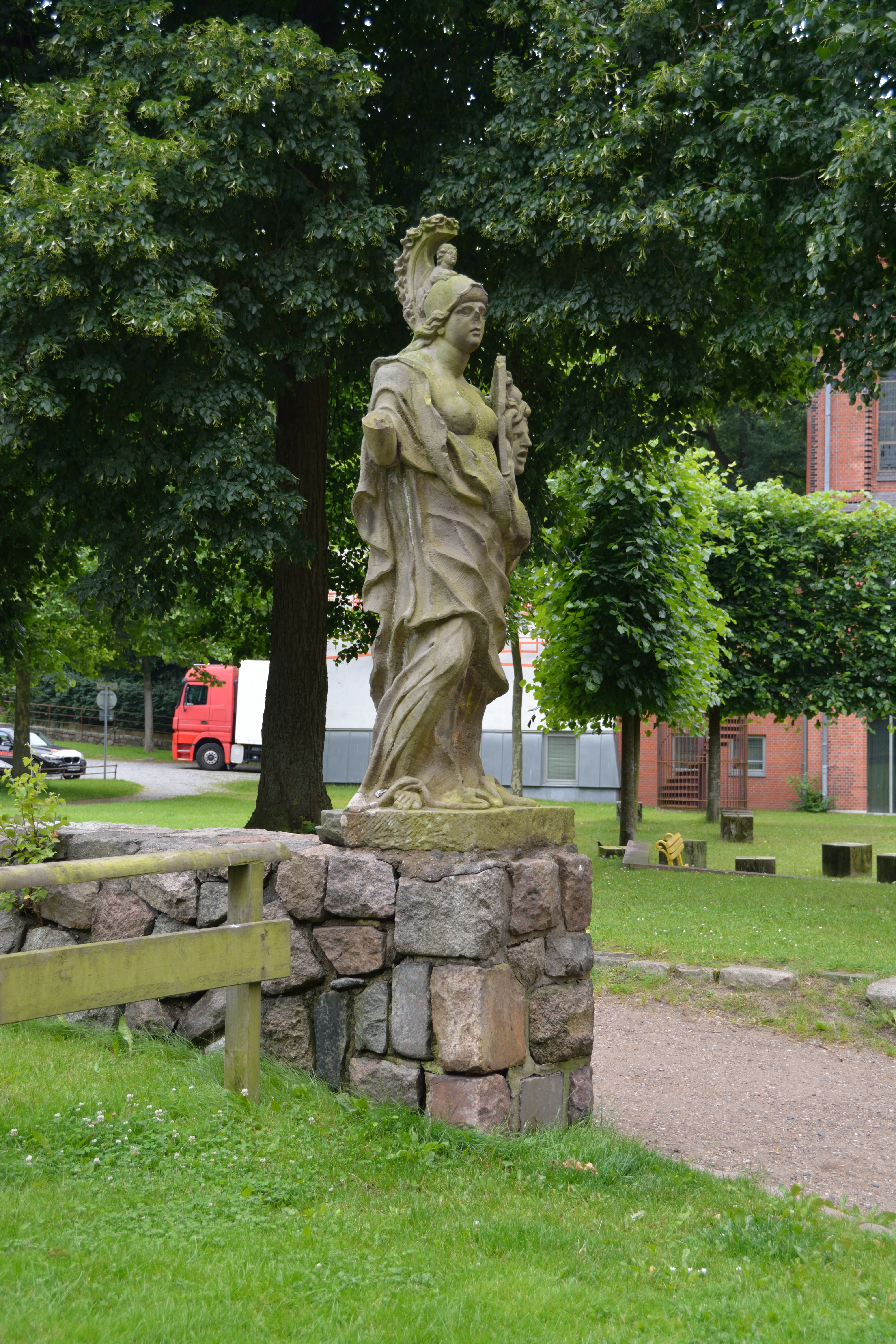
Athene
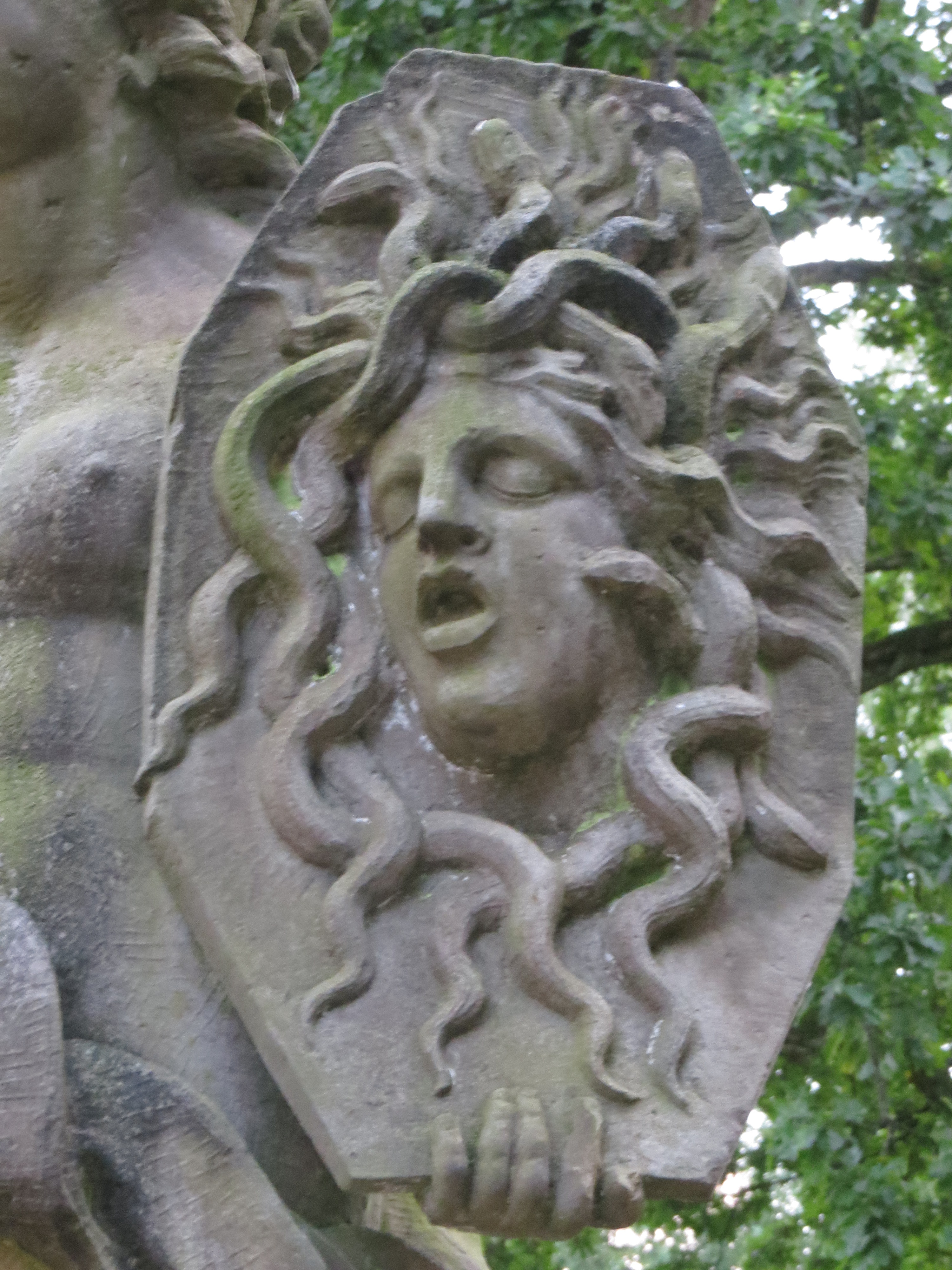
Kopf der Medusa auf dem Schild der Athene
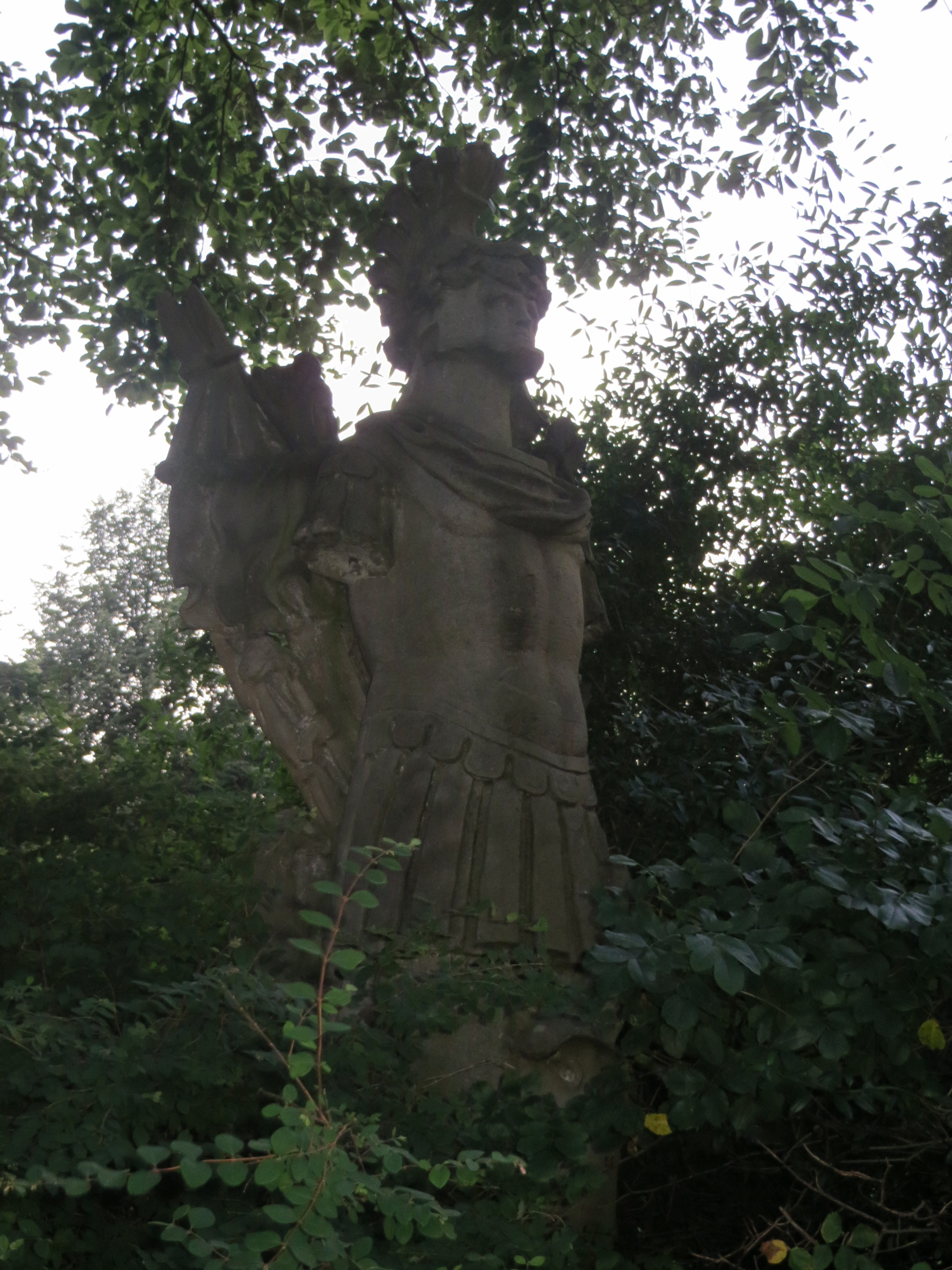
Mars, Allegorie des Ruhms
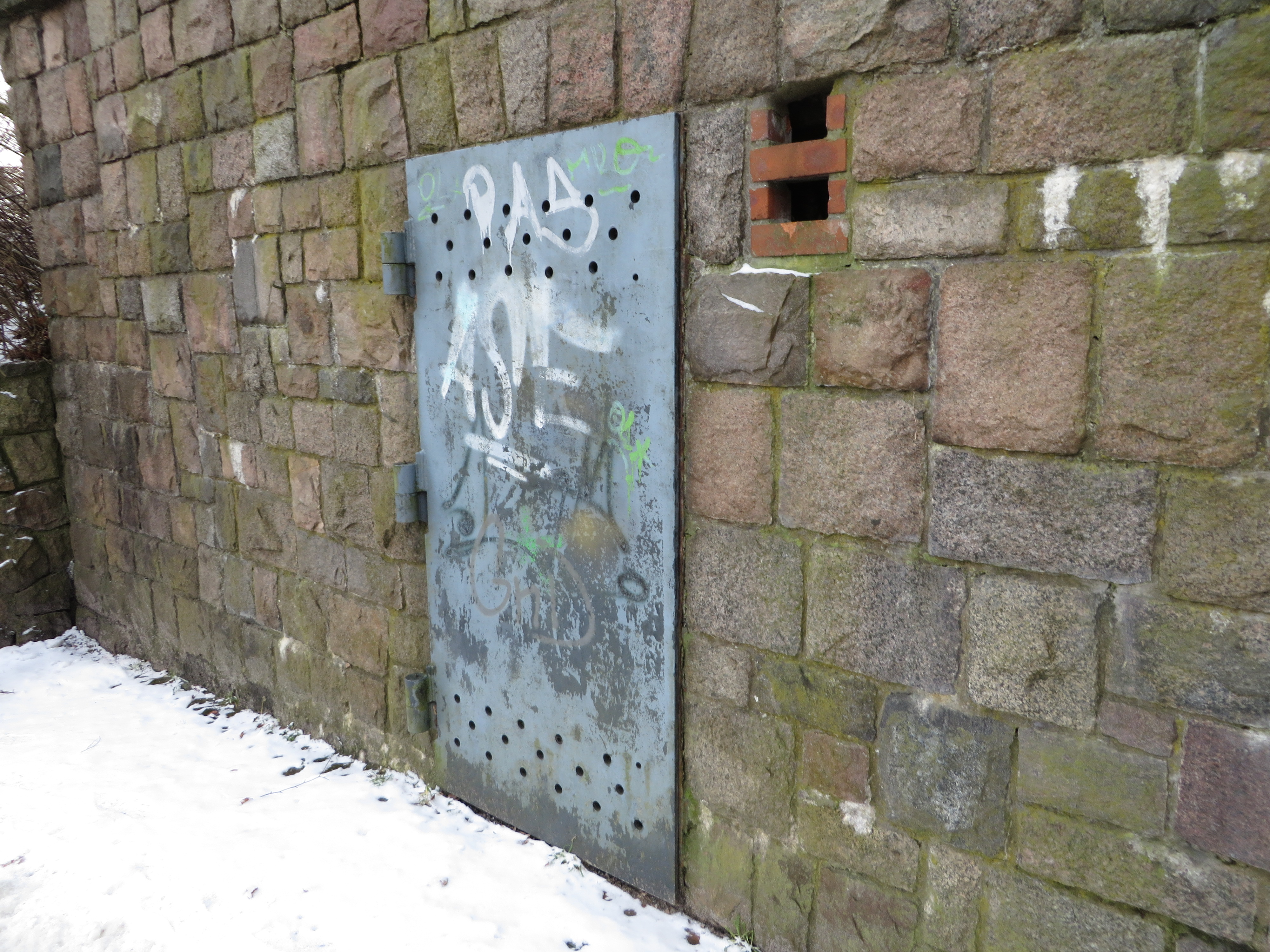
Bunkerstollen unter dem Museumsberg aus der Zeit der Luftangriffe auf Flensburg
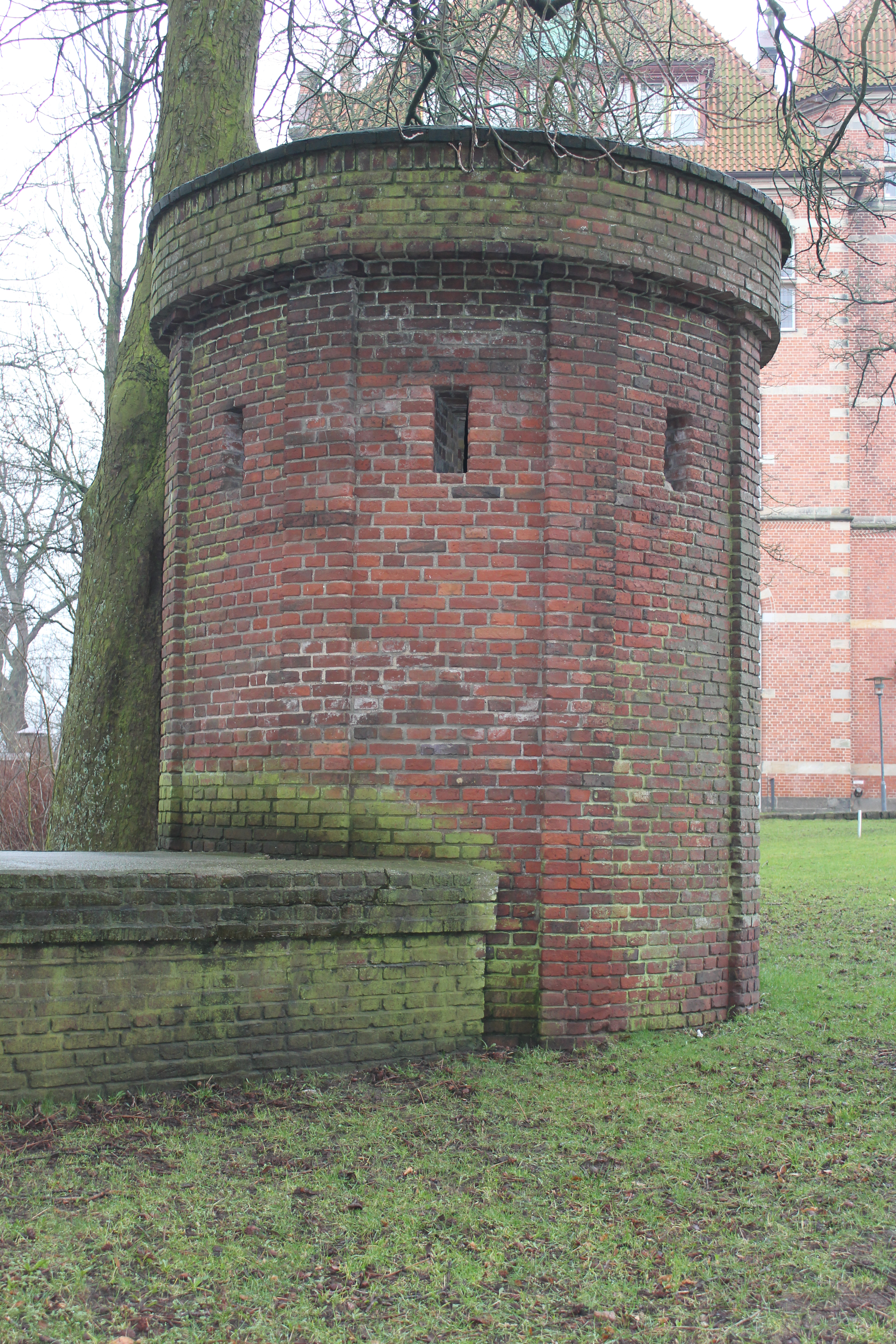
Lüftungsturm mit Notausstieg zum Bunkerstollen unter dem Museumsberg
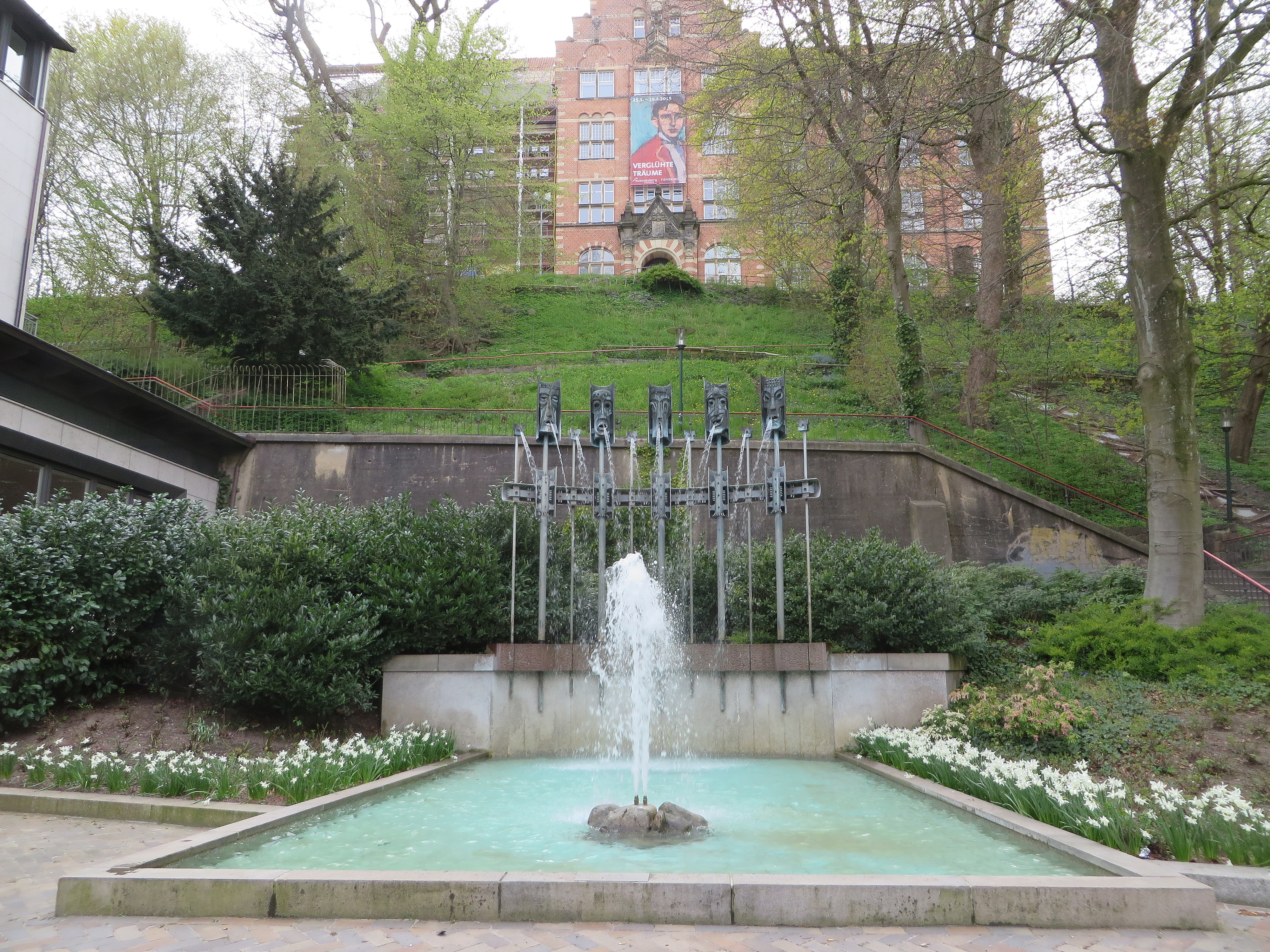
Die Serpentine mit dem Maskenbrunnen am Fritz-Wempner-Platz darunter.